# Női egyéni műkorcsolya az 1964. évi téli olimpiai játékokon
Az 1964. évi téli olimpiai játékokon a műkorcsolya női egyéni versenyszámát versenyszámát január 30. és február 2. között rendezték. Az aranyérmet a holland Sjoukje Dijkstra nyerte. A Magyarországot képviselő Almássy Zsuzsa a 17. helyen végzett.

## Eredmények
Kilenc bíró pontozta a versenyzőket. A pontok alapján a bírók mindegyikénél külön-külön kialakult egy sorrend, az egyes szakaszokban (kötelező elemek, kűr) és az összesítésnél is, ez egy helyezési pontszámot is jelentett. Az egyes szakaszok, valamint az összesítés eredménye a következő kritériumok alapján alakult ki:
1. „Többségi helyezések száma”. Az a versenyző végzett előrébb, akit a bírók többsége előrébb rangsorolt. A bírók többsége azt jelentette, hogy a legjobb 5 helyezést adó bíró helyezési pontszámait vették figyelembe, de ha az 5. bíró helyezésével még volt azonos helyezés, akkor az(oka)t is figyelembe vették. Ezt az adatot tartalmazza az oszlop. (Pl. a „6×3+” azt jelenti, hogy a versenyző 6 bírónál az első 3 hely valamelyikén végzett.)
2. „Többségi helyezések összege” (a figyelembe vett bírók helyezési pontszámainak összege)
3. „Helyezések összege” (az összes bíró helyezési pontszámainak összege)
4. „Pont” (az összes bíró által adott összpontszám)
5. A kötelező elemek pontszáma

### Kötelező elemek
A kötelező programot január 30-án rendezték. A pontszám az első figura pontszámának négyszeresének, a 2., 3. figura pontszámának ötszörösének, és a 4., 5. figura pontszámának hatszorosának összege.
| Hely. | Versenyző              | Nemzet                      | Többségi helyezések száma | Többségi helyezések összege | Helyezések összege | Pont   |
| ----- | ---------------------- | --------------------------- | ------------------------- | --------------------------- | ------------------ | ------ |
| 1.    | Sjoukje Dijkstra       | Hollandia (NED)             | 8×1+                      | 8,0                         | 9,5                | 1113,2 |
| 2.    | Regine Heitzer         | Ausztria (AUT)              | 6×2+                      | 11,5                        | 20,0               | 1074,8 |
| 3.    | Petra Burka            | Kanada (CAN)                | 6×3+                      | 15,5                        | 27,5               | 1050,2 |
| 4.    | Fukuhara Miva          | Japán (JPN)                 | 5×4+                      | 18,0                        | 41,0               | 1019,2 |
| 5.    | Nicole Hassler         | Franciaország (FRA)         | 6×5+                      | 25,0                        | 47,5               | 1015,2 |
| 6.    | Christine Haigler      | Egyesült Államok (USA)      | 8×6+                      | 44,0                        | 53,0               | 1000,9 |
| 7.    | Sally-Anne Stapleford  | Nagy-Britannia (GBR)        | 8×8+                      | 60,0                        | 73,0               | 976,4  |
| 8.    | Peggy Fleming          | Egyesült Államok (USA)      | 5×8+                      | 35,0                        | 81,0               | 968,6  |
| 9.    | Tina Noyes             | Egyesült Államok (USA)      | 6×9+                      | 53,0                        | 88,0               | 951,3  |
| 10.   | Shirra Kenworthy       | Kanada (CAN)                | 5×9+                      | 39,0                        | 93,0               | 956,0  |
| 11.   | Diana Clifton-Peach    | Nagy-Britannia (GBR)        | 6×12+                     | 66,0                        | 112,0              | 941,5  |
| 12.   | Carol-Ann Warner       | Nagy-Britannia (GBR)        | 5×13+                     | 56,0                        | 127,0              | 927,1  |
| 13.   | Wendy Griner           | Kanada (CAN)                | 6×14+                     | 69,0                        | 117,5              | 936,3  |
| 14.   | Ueno Dzsunko           | Japán (JPN)                 | 5×15+                     | 61,0                        | 129,0              | 927,5  |
| 15.   | Okava Kumiko           | Japán (JPN)                 | 5×15+                     | 62,5                        | 141,5              | 914,8  |
| 16.   | Ingrid Ostler          | Ausztria (AUT)              | 5×16+                     | 69,0                        | 164,0              | 900,0  |
| 17.   | Inge Paul              | Egyesült Német Csapat (EUA) | 7×17+                     | 67,5                        | 144,0              | 910,6  |
| 18.   | Helli Sengstschmid     | Ausztria (AUT)              | 6×17+                     | 73,0                        | 149,5              | 907,0  |
| 19.   | Hana Mašková           | Csehszlovákia (TCH)         | 6×18+                     | 103,0                       | 169,0              | 899,9  |
| 20.   | Almássy Zsuzsa         | Magyarország (HUN)          | 6×20+                     | 117,0                       | 186,0              | 889,0  |
| 21.   | Gabriele Seyfert       | Egyesült Német Csapat (EUA) | 6×21+                     | 76,5                        | 171,5              | 892,5  |
| 22.   | Franziska Schmidt      | Svájc (SUI)                 | 5×19+                     | 94,0                        | 186,0              | 889,2  |
| 23.   | Jana Mrázková          | Csehszlovákia (TCH)         | 6×21+                     | 117,0                       | 187,0              | 886,5  |
| 24.   | Anne Karin Dehle       | Norvégia (NOR)              | 5×24+                     | 107,0                       | 210,0              | 866,1  |
| 25.   | Uschi Keßler           | Egyesült Német Csapat (EUA) | 5×25+                     | 119,5                       | 229,5              | 846,2  |
| 26.   | Ann-Margreth Frei-Käck | Svédország (SWE)            | 6×26+                     | 148,0                       | 229,0              | 844,6  |
| 27.   | Sandra Brugnera        | Olaszország (ITA)           | 5×26+                     | 117,5                       | 226,5              | 849,2  |
| 28.   | Monika Zingg           | Svájc (SUI)                 | 5×27+                     | 129,5                       | 242,5              | 828,8  |
| 29.   | Geneviève Burdel       | Franciaország (FRA)         | 6×29+                     | 174,0                       | 264,0              | 797,4  |
| 30.   | Berit Unn Johansen     | Norvégia (NOR)              | 9×30+                     | 266,0                       | 266,0              | 791,6  |

### Kűr
A kűrt február 2-án rendezték. A pontszám a bírók által adott pontok 8,6-szorosa.
| Hely. | Versenyző              | Nemzet                      | Többségi helyezések száma | Többségi helyezések összege | Helyezések összege | Pont  |
| ----- | ---------------------- | --------------------------- | ------------------------- | --------------------------- | ------------------ | ----- |
| 1.    | Sjoukje Dijkstra       | Hollandia (NED)             | 8×1+                      | 8,0                         | 10,0               | 905,3 |
| 2.    | Petra Burka            | Kanada (CAN)                | 9×2+                      | 17,0                        | 17,0               | 889,8 |
| 3.    | Helli Sengstschmid     | Ausztria (AUT)              | 6×4+                      | 20,0                        | 34,5               | 875,1 |
| 4.    | Nicole Hassler         | Franciaország (FRA)         | 6×4+                      | 21,0                        | 35,5               | 872,5 |
| 5.    | Regine Heitzer         | Ausztria (AUT)              | 5×5+                      | 18,5                        | 39,0               | 870,7 |
| 6.    | Peggy Fleming          | Egyesült Államok (USA)      | 7×7+                      | 45,5                        | 63,5               | 851,0 |
| 7.    | Tina Noyes             | Egyesült Államok (USA)      | 6×8+                      | 39,5                        | 66,5               | 847,6 |
| 8.    | Wendy Griner           | Kanada (CAN)                | 5×8+                      | 35,0                        | 81,5               | 839,0 |
| 9.    | Fukuhara Miva          | Japán (JPN)                 | 5×10+                     | 45,0                        | 103,0              | 825,9 |
| 10.   | Hana Mašková           | Csehszlovákia (TCH)         | 5×11+                     | 44,0                        | 116,0              | 814,9 |
| 11.   | Okava Kumiko           | Japán (JPN)                 | 5×13+                     | 50,0                        | 120,5              | 810,6 |
| 12.   | Inge Paul              | Egyesült Német Csapat (EUA) | 7×14+                     | 57,0                        | 130,5              | 809,7 |
| 13.   | Ann-Margreth Frei-Käck | Svédország (SWE)            | 5×14+                     | 49,5                        | 124,5              | 816,5 |
| 14.   | Almássy Zsuzsa         | Magyarország (HUN)          | 5×14+                     | 56,0                        | 127,5              | 813,2 |
| 15.   | Christine Haigler      | Egyesült Államok (USA)      | 5×15+                     | 65,5                        | 141,5              | 802,9 |
| 16.   | Shirra Kenworthy       | Kanada (CAN)                | 5×15+                     | 68,0                        | 147,5              | 800,3 |
| 17.   | Gabriele Seyfert       | Egyesült Német Csapat (EUA) | 5×17+                     | 69,0                        | 155,5              | 792,6 |
| 18.   | Uschi Keßler           | Egyesült Német Csapat (EUA) | 5×18+                     | 71,5                        | 153,0              | 796,1 |
| 19.   | Sally-Anne Stapleford  | Nagy-Britannia (GBR)        | 6×19+                     | 104,0                       | 173,0              | 781,5 |
| 20.   | Ingrid Ostler          | Ausztria (AUT)              | 5×19+                     | 81,0                        | 173,0              | 784,8 |
| 21.   | Franziska Schmidt      | Svájc (SUI)                 | 5×21+                     | 83,5                        | 187,0              | 773,6 |
| 22.   | Carol-Ann Warner       | Nagy-Britannia (GBR)        | 5×22+                     | 93,5                        | 200,0              | 765,8 |
| 23.   | Sandra Brugnera        | Olaszország (ITA)           | 5×23+                     | 100,0                       | 205,5              | 763,3 |
| 24.   | Jana Mrázková          | Csehszlovákia (TCH)         | 5×23+                     | 102,5                       | 209,0              | 759,9 |
| 25.   | Diana Clifton-Peach    | Nagy-Britannia (GBR)        | 5×25+                     | 91,0                        | 196,0              | 770,2 |
| 26.   | Ueno Dzsunko           | Japán (JPN)                 | 5×25+                     | 105,5                       | 213,0              | 757,5 |
| 27.   | Geneviève Burdel       | Franciaország (FRA)         | 7×27+                     | 167,0                       | 225,5              | 744,6 |
| 28.   | Monika Zingg           | Svájc (SUI)                 | 5×27+                     | 118,5                       | 233,5              | 740,1 |
| 29.   | Berit Unn Johansen     | Norvégia (NOR)              | 6×28+                     | 155,5                       | 242,0              | 733,3 |
| 30.   | Anne Karin Dehle       | Norvégia (NOR)              | 9×30+                     | 260,5                       | 260,5              | 705,8 |

### Végeredmény
| Helyezés | Versenyző              | Nemzet                      | Helyezési pontszámok bírónként | Helyezési pontszámok bírónként | Helyezési pontszámok bírónként | Helyezési pontszámok bírónként | Helyezési pontszámok bírónként | Helyezési pontszámok bírónként | Helyezési pontszámok bírónként | Helyezési pontszámok bírónként | Helyezési pontszámok bírónként | Több. hely. száma | Több. hely. össz. | Hely. össz. | Pont   |
| Helyezés | Versenyző              | Nemzet                      | 1                              | 2                              | 3                              | 4                              | 5                              | 6                              | 7                              | 8                              | 9                              | Több. hely. száma | Több. hely. össz. | Hely. össz. | Pont   |
| -------- | ---------------------- | --------------------------- | ------------------------------ | ------------------------------ | ------------------------------ | ------------------------------ | ------------------------------ | ------------------------------ | ------------------------------ | ------------------------------ | ------------------------------ | ----------------- | ----------------- | ----------- | ------ |
| Arany    | Sjoukje Dijkstra       | Hollandia (NED)             | 1,0                            | 1,0                            | 1,0                            | 1,0                            | 1,0                            | 1,0                            | 1,0                            | 1,0                            | 1,0                            | 9×1+              | 9                 | 9           | 2018,5 |
| Ezüst    | Regine Heitzer         | Ausztria (AUT)              | 2,0                            | 2,0                            | 3,0                            | 2,0                            | 3,0                            | 3,0                            | 2,0                            | 3,0                            | 2,0                            | 5×2+              | 10                | 22          | 1945,5 |
| Bronz    | Petra Burka            | Kanada (CAN)                | 3,0                            | 4,0                            | 2,0                            | 4,0                            | 2,0                            | 2,0                            | 3,0                            | 2,0                            | 3,0                            | 7×3+              | 17                | 25          | 1940,0 |
| 4.       | Nicole Hassler         | Franciaország (FRA)         | 4,0                            | 3,0                            | 4,0                            | 7,0                            | 4,0                            | 4,0                            | 4,0                            | 4,0                            | 4,0                            | 8×4+              | 31                | 38          | 1887,7 |
| 5.       | Fukuhara Miva          | Japán (JPN)                 | 7,0                            | 5,0                            | 7,0                            | 3,0                            | 5,0                            | 5,0                            | 5,0                            | 8,0                            | 5,0                            | 6×5+              | 28                | 50          | 1845,1 |
| 6.       | Peggy Fleming          | Egyesült Államok (USA)      | 5,0                            | 7,0                            | 11,0                           | 5,0                            | 8,0                            | 6,0                            | 6,0                            | 5,0                            | 6,0                            | 6×6+              | 33                | 59          | 1819,6 |
| 7.       | Christine Haigler      | Egyesült Államok (USA)      | 15,0                           | 8,0                            | 9,0                            | 8,0                            | 6,0                            | 7,0                            | 7,0                            | 7,0                            | 7,0                            | 5×7+              | 34                | 74          | 1803,8 |
| 8.       | Tina Noyes             | Egyesült Államok (USA)      | 10,0                           | 6,0                            | 5,0                            | 6,0                            | 10,0                           | 9,0                            | 10,0                           | 9,0                            | 8,0                            | 6×9+              | 43                | 73          | 1798,9 |
| 9.       | Helli Sengstschmid     | Ausztria (AUT)              | 6,0                            | 9,0                            | 12,0                           | 10,0                           | 14,0                           | 11,0                           | 8,0                            | 6,0                            | 9,0                            | 5×9+              | 38                | 85          | 1782,1 |
| 10.      | Wendy Griner           | Kanada (CAN)                | 12,0                           | 10,0                           | 6,0                            | 9,0                            | 11,0                           | 10,0                           | 11,0                           | 10,0                           | 12,0                           | 5×10+             | 45                | 91          | 1775,3 |
| 11.      | Sally-Anne Stapleford  | Nagy-Britannia (GBR)        | 14,0                           | 14,0                           | 10,0                           | 11,0                           | 9,0                            | 8,0                            | 9,0                            | 20,0                           | 13,0                           | 5×11+             | 47                | 108         | 1757,9 |
| 12.      | Shirra Kenworthy       | Kanada (CAN)                | 9,0                            | 12,0                           | 8,0                            | 12,0                           | 7,0                            | 14,0                           | 16,0                           | 16,0                           | 10,0                           | 6×12+             | 58                | 104         | 1756,3 |
| 13.      | Okava Kumiko           | Japán (JPN)                 | 23,0                           | 13,0                           | 21,0                           | 13,0                           | 12,0                           | 12,0                           | 18,0                           | 13,0                           | 11,0                           | 6×13+             | 74                | 136         | 1725,4 |
| 14.      | Inge Paul              | Egyesült Német Csapat (EUA) | 11,0                           | 11,0                           | 17,0                           | 27,0                           | 19,0                           | 16,0                           | 13,0                           | 11,0                           | 14,0                           | 5×14+             | 60                | 139         | 1720,3 |
| 15.      | Hana Mašková           | Csehszlovákia (TCH)         | 17,0                           | 15,0                           | 16,0                           | 20,0                           | 13,0                           | 13,0                           | 14,0                           | 18,0                           | 16,0                           | 6×16+             | 87                | 142         | 1714,8 |
| 16.      | Carol-Ann Warner       | Nagy-Britannia (GBR)        | 16,0                           | 17,0                           | 14,0                           | 21,0                           | 21,0                           | 23,0                           | 12,0                           | 14,0                           | 24,0                           | 5×17+             | 73                | 162         | 1692,9 |
| 17.      | Almássy Zsuzsa         | Magyarország (HUN)          | 13,0                           | 16,0                           | 23,0                           | 16,0                           | 18,0                           | 15,0                           | 17,0                           | 21,0                           | 20,0                           | 5×17+             | 77                | 159         | 1702,2 |
| 18.      | Diana Clifton-Peach    | Nagy-Britannia (GBR)        | 8,0                            | 19,0                           | 18,0                           | 14,0                           | 17,0                           | 22,0                           | 20,0                           | 15,0                           | 19,0                           | 5×18+             | 72                | 152         | 1711,7 |
| 19.      | Gabriele Seyfert       | Egyesült Német Csapat (EUA) | 18,0                           | 26,0                           | 25,0                           | 18,0                           | 20,0                           | 17,0                           | 19,0                           | 17,0                           | 17,0                           | 5×18+             | 87                | 177         | 1685,1 |
| 20.      | Ingrid Ostler          | Ausztria (AUT)              | 19,0                           | 20,0                           | 15,0                           | 22,0                           | 16,0                           | 26,0                           | 15,0                           | 23,0                           | 15,0                           | 5×19+             | 80                | 171         | 1684,8 |
| 21.      | Ann-Margreth Frei-Käck | Svédország (SWE)            | 20,0                           | 18,0                           | 20,0                           | 19,0                           | 24,0                           | 25,0                           | 25,0                           | 19,0                           | 21,0                           | 5×20+             | 96                | 191         | 1661,1 |
| 22.      | Ueno Dzsunko           | Japán (JPN)                 | 22,0                           | 21,0                           | 13,0                           | 15,0                           | 23,0                           | 18,0                           | 23,0                           | 12,0                           | 23,0                           | 5×21+             | 79                | 170         | 1685,0 |
| 23.      | Franziska Schmidt      | Svájc (SUI)                 | 26,0                           | 24,0                           | 19,0                           | 23,0                           | 15,0                           | 20,0                           | 22,0                           | 22,0                           | 22,0                           | 6×22+             | 120               | 193         | 1662,8 |
| 24.      | Uschi Keßler           | Egyesült Német Csapat (EUA) | 24,0                           | 23,0                           | 24,0                           | 24,0                           | 22,0                           | 21,0                           | 24,0                           | 26,0                           | 25,0                           | 7×24+             | 162               | 213         | 1642,3 |
| 25.      | Jana Mrázková          | Csehszlovákia (TCH)         | 21,0                           | 22,0                           | 22,0                           | 29,0                           | 28,0                           | 19,0                           | 21,0                           | 25,0                           | 18,0                           | 6×22+             | 123               | 205         | 1646,4 |
| 26.      | Sandra Brugnera        | Olaszország (ITA)           | 27,0                           | 25,0                           | 26,0                           | 17,0                           | 26,0                           | 24,0                           | 26,0                           | 24,0                           | 26,0                           | 8×26+             | 194               | 221         | 1612,5 |
| 27.      | Monika Zingg           | Svájc (SUI)                 | 28,0                           | 27,0                           | 30,0                           | 25,0                           | 25,0                           | 30,0                           | 29,0                           | 27,0                           | 27,0                           | 5×27+             | 131               | 248         | 1568,9 |
| 28.      | Anne Karin Dehle       | Norvégia (NOR)              | 25,0                           | 29,0                           | 27,0                           | 28,0                           | 27,0                           | 28,0                           | 28,0                           | 28,0                           | 28,0                           | 8×28+             | 219               | 248         | 1571,9 |
| 29.      | Geneviève Burdel       | Franciaország (FRA)         | 29,0                           | 28,0                           | 28,0                           | 26,0                           | 29,0                           | 29,0                           | 27,0                           | 30,0                           | 29,0                           | 8×29+             | 225               | 255         | 1542,0 |
| 30.      | Berit Unn Johansen     | Norvégia (NOR)              | 30,0                           | 30,0                           | 29,0                           | 30,0                           | 30,0                           | 27,0                           | 30,0                           | 29,0                           | 30,0                           | 9×30+             | 265               | 265         | 1524,9 |